# Open di Zurigo 1993 - Doppio
Il doppio del torneo di tennis Open di Zurigo 1993, facente parte del WTA Tour 1993, ha avuto come vincitrici Zina Garrison e Martina Navrátilová che hanno battuto in finale Gigi Fernández e Nataša Zvereva con il punteggio di 6–3, 5–7, 6–3.

## Teste di serie
1. Gigi Fernández /  Nataša Zvereva (finale)
2. Larisa Neiland /  Jana Novotná (semifinali)

1. Lori McNeil /  Rennae Stubbs (primo turno)
2. Pam Shriver /  Elizabeth Smylie (primo turno)

## Tabellone

### Legenda
| - Q = Qualificato - WC = Wild card - LL = Lucky loser | - ALT = Alternate - SE = Special Exempt - PR = Protected Ranking | - w/o = Walkover - r = Ritirato - d = Squalificato |